# Salvatore Gionta
Salvatore Gionta (Formia, Reino de Italia; 22 de diciembre de 1930 – Roma, Italia; 28 de julio de 2025) fue un waterpolista de Italia.

## Carrera

### Club
| Periodo   | Club          |
| --------- | ------------- |
| 1950-1956 | Lazio         |
| 1957      | Libertas Roma |
| 1958-1961 | Sturla Roma   |

### Selección nacional
Jugó para Italia en 62 ocasiones, fue campeón olímpico en Roma 1960 y medallista de bronce en Helsinki 1952, además de la medalla de bronce en el Campeonato Europeo de Natación de 1954.

## Logros
- Seria A1 (1): 1956

## Distinciones
- Comendador de Orden al Mérito de la República Italiana el 2 de junio de 1980.[4]
- Collar de Oro al Mérito Deportivo el 15 de diciembre de 2015.[5]